# Tramlijn Den Dolder - Soesterberg
De Tramlijn Den Dolder - Soesterberg of Auto-Tram Dolderscheweg is een voormalige tramlijn tussen het station van Dolder en het Vliegkamp Soesterberg. De tramlijn heeft alleen in 1911 en 1912 gereden.

## Voorgeschiedenis
In 1910 werd op een heideveld nabij Soesterberg geschikt gemaakt als vliegveld, de latere militaire Vliegbasis Soesterberg. De start was allesbehalve militair; het vliegveld begon als burgervliegveld.
In 1911 krijgen de oprichters van het vliegveld, Verwey en Lugard, toestemming voor het houden van vliegdemonstraties op het vliegveld. Om het vliegveld bereikbaar te maken, werd ook toestemming verkregen voor de aanleg van een tramlijn. Binnen drie weken werd de tramlijn uit de grond gestampt.
In mei 1911 werd de lijn in gebruik genomen, maar zij kende slechts een kort bestaan. Op 29 januari 1912 ging het vliegveld failliet, en daarmee was het lot van de tramlijn bezegeld. Materieel en baan gingen naar de NCS en werden voor een deel doorverkocht.

## Exploitatie
De lijn kende aan beide eindpunten een keerlus, daar de motorrijtuigen slechts aan één zijde een stuurstand kenden.

## Materieel
Gefinancierd door de NCS werden de motorrijtuigen 1 en 2 en drie aanhangrijtuigen aangeschaft. Deze werden gebouwd door de Fabrica Italiana Mobile in Turijn. De motorrijtuigen hadden een vrachtwagenmotor van FIAT en hadden reeds eerder gereden op de tentoonstelling Esposizione Internationale in Milaan in 1906. Na opheffing in 1912 werd het materieel opgeborgen bij de NCS in Zeist. In 1917 werd het materieel doorverkocht aan de Apeldoornsche Tramweg-Maatschappij voor inzet op de gerenoveerde lijn van Apeldoorn naar Het Loo. In 1923 kwamen de motorijtuigen nog terecht bij Tramweg-Maatschappij "De Graafschap". In 1924 kocht de Geldersch-Westfaalsche Stoomtram-Maatschappij de motorrijtuigen en vernummerde deze naar 404 en 405. In 1927 of 1933 werden de motorrijtuigen ten slotte afgevoerd.
Van de aanhangrijtuigen is alleen bekend dat deze open waren en gelijkend waren op de motorrijtuigen.